# Psychotria stolonifera
Psychotria stolonifera är en måreväxtart som beskrevs av W.N.Takeuchi. Psychotria stolonifera ingår i släktet Psychotria och familjen måreväxter. Inga underarter finns listade i Catalogue of Life.